# Боголюбский, Сергей Николаевич
Сергей Николаевич Боголюбский (6 (18) августа 1885 года — 1 декабря 1976, Москва) — советский зоолог, профессор (1935), член-корреспондент Академии наук Казахской ССР (1946), заслуженный деятель науки РСФСР. Специалист по эволюции, морфологии и эмбриологии домашних животных.

## Биография
Родился в 1885 году в Самаре, отец был протоиереем, настоятелем Елоховского собора и профессором богословия в Московском университете (Известия АН КазССР указывали, что отец был учителем гимназии). Учился в 1-й Московской гимназии, в Московском университете на естественном отделении физико-математического факультета (1904—1909), за дипломную работу получил золотую медаль. В 1905—1906 годах учился в Гейдельберге и в Университете Гумбольдта в Берлине. В студенческие годы начал научную работу и после завершения обучения оставлен при кафедре зоологии и сравнительной анатомии университета. С 1912 года назначен лаборантом и ассистентом Института сравнительной анатомии при Московском университете, с 1914 года, после успешной сдачи магистерского экзамена, — приват-доцент кафедры зоологии. Преподавал систематику, гистологию, органогенез, эволюционную теорию. Организовал в Петровской сельскохозяйственной академии курс гистологии шерсти (1914). До 1917 года преподавал также естествознание и географию в средних учебных заведениях.
Во время Первой мировой войны был мобилизован (1916—1917), в должности уполномоченного Союза городов на Южном фронте в Персии руководил санитарным и дезинфекционным отрядами и пунктами питания.
По приглашению Ивановского губисполкома в 1918 году организовал и был деканом и первым ректором Иваново-Вознесенского педагогического института (до 1923 года). Заведовал Биологической станцией и сельхозкабинетом рабфака (1921—1922). С 1923 по 1930 год преподавал в МГУ, где читал курс по происхождению домашних животных, и одновременно руководил Центральной станцией генетики сельскохозяйственных животных. Преподавал на Богородском рабфаке, в Педагогическом техникуме имени Л. Н. Толстого вёл курс по методике естествознания, с 1929 года заведовал кафедрой зоологии в Московском зоотехническом институте, в 1930 году участвовал в создании Московского пушно-мехового института, в котором возглавил кафедру зоологии, анатомии и гистологии сельскохозяйственных животных.
Работал в созданной в 1930 году при АН СССР Лаборатории эволюционной морфологии. После преобразования лаборатории в 1934 году в Институт эволюционной морфологии и палеозологии (ИЭМП) возглавлял в нём отдел эволюции домашних животных. В 1934 году Боголюбскому присвоена учёная степень доктора зоологии без защиты диссертации, по совокупности работ по анатомии домашних животных. Учёное звание профессора получил в 1935 году. Был заместителем председателя комиссии по проблемам происхождения домашних животных при Президиуме АН СССР (1932—1936).
В 1940-х годах занимался исследованием породообразования овец в Казахстане, Туркмении и Узбекистане, руководил научными экспедициями. Возглавил созданный с его участием Институт экспериментальной биологии в Алма-Ате в 1946 году, утверждён членом-корреспондентом Академии наук Казахской ССР при её учреждении. Вернувшись в 1948 году в Москву, возглавил Лабораторию эволюционной морфологии сельскохозяйственных животных в институте Северцова.
Пять лет был членом сельскохозяйственной комиссии Комитета по Ленинским и Государственным премиям. С 1974 года — председатель Центральной комиссии по доместикации животных при Президиуме АН СССР.
Заслуженный деятель науки РСФСР (1966), награждён орденом Ленина, медалями.
С 1924 по 1961 год жил в Москве по адресу: Страстной бульвар, 10, а в последние годы жизни — на даче в Ромашково, где и похоронен (на Ромашковском кладбище, сектор 2).
Дочь — Марианна Сергеевна Боголюбская (1919—2013), балерина, балетный педагог, заслуженная артистка РСФСР.

## Научная деятельность
Научные интересы С. Н. Боголюбского сформировались на основе полученных в студенческих годах от М. А. Мензбира и П. П. Сушкина глубоких познаний в сравнительной анатомии и под значительным влиянием идей А. Н. Северцова, представленных в «Этюдах по теории эволюции» (1912).
Темы научных трудов Боголюбского связаны с доместикацией, морфологией и эмбриологией домашних животных. В развитие идей А. Н. Северцова впервые исследовал эволюцию породных и конституциональных изменений, связанных с доместикацией. Позднее занимался проблемой взаимосвязи филэмбриогенеза и мутаций у домашних животных. Занимался также прикладными вопросами зоотехнии.
Автор более 160 научных работ, научно-популярных публикаций, фундаментальных учебников, множества статей в Большой советской энциклопедии. Среди учеников Боголюбского 19 докторов наук, более 20 кандидатов наук, академики и члены-корреспонденты ВАСХНИЛ.

### Публикации

#### Научные труды
- Боголюбский С. Н. Конституция особи и внешние влияния // Естествознание и география. — 1914. — № 6. — С. 3—24.
- Боголюбский С. Н. (совместно с В. В. Васнецовым). Курс систематики позвоночных животных. — М.—Л.: Гос. изд-во, 1926. — 243 с.
- Боголюбский С. Н. Краниологические типы собак и их происхождение // Труды второго съезда зоологов, анатомов и гистологов. — 1928. — С. 63—65.
- Боголюбский С. Н. Типы хвостов и их развитие // Труды второго съезда зоологов, анатомов и гистологов. — 1928. — С. 65—67.
- Боголюбский С. Н. Проблемы эволюционной морфологии домашних животных // Известия АН СССР, серия биологическая. — 1936. — С. 318—374.
- Боголюбский С. Н. Происхождение и эволюция домашних животных. — М.: Сельхозгиз, 1940. — 255 с.
- Боголюбский С. Н. Происхождение и преобразование домашних животных. — М.: Советская наука, 1959. — 593 с.
- Боголюбский С. Н. Эмбриология сельскохозяйственных животных. — М.: Колос, 1968. — 255 с.
- Боголюбский С. Н. Развитие мясности овец и морфологические методы ее изучения. — Алма-Ата: Наука, 1971. — 56 с.

#### Научно-популярные издания
- Боголюбский С. Н. О происхождении животных. — М.—Л.: Макиз, 1924. — 80 с.
- Боголюбский С. Н. Как устроено и работает тело овцы и козы.... — М.: Работник просвещения, 1927. — 76 с. — (Читальня советской школы, № 13—14).
- Боголюбский С. Н. Как устроено и работает тело собаки и кошки.... — М.: Работник просвещения, 1927. — 68 с. — (Читальня советской школы, № 15—16).
- Боголюбский С. Н. Как устроено и работает тело коровы.... — М.: Работник просвещения, 1927. — 61 с. — (Читальня советской школы, № 26—27).
- Боголюбский С. Н. Как устроено и работает тело лошади.... — М.: Работник просвещения, 1927. — 84 с. — (Читальня советской школы, № 46—47).
- Боголюбский С. Н. Как корова перерабатывает пищу на молоко и мясо. — М.: Гос. изд-во, 1927. — 56 с.
- Боголюбский С. Н. О лайках и других породах собак // Охотник. — 1928. — № 1. — С. 10—15.
- Боголюбский С. Н. Как произошли домашние животные. — М.: Работник просвещения, 1929. — 63 с. — (Читальня советской школы II ступени; 1929 г. № 4).
- Боголюбский С. Н. Происхождение верблюдов. — Алма-Ата: О-во изучения Казакстана, 1929. — 48 с.
- Боголюбский С. Н. Происхождение домашних животных. — М.: Знание, 1956. — 32 с.